# Немчинов, Олег Николаевич
Олег Николаевич Немчинов (укр. Олег Миколайович Немчінов; род. 1 мая 1977, Львов, Львовская область, Украинская ССР, СССР) — украинский политик, общественный деятель, государственный служащий 3 ранга. Государственный секретарь Министерства молодёжи и спорта Украины (2017—2019). С 4 марта 2020 года по 16 июля 2025 год — Министр Кабинета министров Украины (Министр без портфеля). Кандидат наук по государственному управлению, участник АТО.

## Биография
Родился 1 мая 1977 года во Львове в семье служащих, внук героя Советского Союза артиллериста Ивана Николаевича Немчинова (1915—1979).

### Образование
В 1998 году окончил военную подготовку при ГУ «Львовская политехника» по профилю «Боевое применение мотострелковых подразделений, частей и соединений».
В 1999 окончил географический факультет Львовского государственного университета им. Ивана Франко по специальности «география» и получил квалификацию географа, преподавателя.
В 2003 году получил квалификацию магистра государственной службы.
В 2011 году окончил частное высшее учебное заведение «Львовский университет бизнеса и права» по специальности «правоведение» и получил квалификацию бакалавра по правоведению.

### Карьера
С 1999 по 2002 год был депутатом Львовского горсовета от правоцентристской «Украинской народной партии».
С 2000 по 2004 год преподавал во Львовском профессионально-техническом училище № 32 (по совместительству).
С 2003 по 2006 год был помощником депутатов, возглавлял управление промышленности Львовской областной администрации.
С 2007 по 2015 год был президентом Федерации легкой атлетики Львовской области.
С 2009 по 2010 год работал начальником управления промышленности Львовской областной государственной администрации (ОГА).
В 2011 году работал старшим преподавателем кафедры государственного управления и местного самоуправления во Львовском региональном институте государственного управления.
С 2012 по 2014 год преподавал на кафедре публичного администрирования и иностранных языков, а также на кафедре государственного управления и местного самоуправления во Львовском региональном институте государственного управления Национальной академии государственного управления при президенте Украины.
С 2014 по 2017 год проходил службу в Госпогранслужбе Украины, имеет звание майора.
С 2016 по 2017 год был начальником Военно-гражданской администрации трёх сёл в Донецкой области.
С 11 апреля 2017 года по февраль 2020 года — Государственный секретарь Министерства молодёжи и спорта Украины. Назначен по результатам открытого конкурса распоряжением Кабинета Министров Украины.
4 марта 2020 года назначен на должность министром Кабинета министров Украины.

## Семья
Жена Оксана Стецюк — доцент, кандидат географических наук. Воспитывает сына.

## Декларация
Согласно декларации о доходах за 2019 год, семья Немчинова владеет двумя квартирами, гаражом, дачным домиком и земельным участком во Львове, а также квартирой в Киеве. Владеет автомобилем Chevrolet Volt 2012 года выпуска. За 2019 год доход Немчинова составил около 3 105 000 гривен.